# Березова
Березова (пол. Brzezowa) — лемківське село в Польщі, у гміні Новий Змигород Ясельського повіту Підкарпатського воєводства.
Населення — 372 особи (2011).

## Розташування
Лежить на берегах однойменного потоку — лівої притоки річки Віслока на північних схилах Низьких Бескидів.
Знаходиться за 5 км до центру гміни села Новий Змигород, 20 км до повітового центру Ясло і 53 км до воєводського центру Ряшева.

## Історія
На південь від Березової знаходиться городище Валик VIII—X ст.
Згадується в 1516 р. власністю каштеляна сяніцького Андрія Стадницького. Податковий реєстр 1581 р. засвідчує 9,5 селянських ланів, 2 загородники з ріллею, 4 коморники без тяглової худоби і корчма.
До 1945 року було переважно лемківське населення: з 520 жителів села — 300 українців і 220 поляків.
До 1945 р. греко-католики села належали до парохії Дошниця Дуклянського деканату, до якої також входили Галбів, Явір'я, Скальник і Кути. Метричні книги провадились від 1784 р.
У 1945 році частину українців було переселено на схід України, а решту в 1947 році в результаті операції «Вісла» було депортовано на понімецькі землі Польщі, на їх місце були поселені поляки.
У 1975—1998 роках село належало до Кросненського воєводства.

## Демографія
Демографічна структура станом на 31 березня 2011 року:
|          | Загалом | Допрацездатний вік | Працездатний вік | Постпрацездатний вік |
| -------- | ------- | ------------------ | ---------------- | -------------------- |
| Чоловіки | 189     | 39                 | 132              | 18                   |
| Жінки    | 183     | 36                 | 108              | 39                   |
| Разом    | 372     | 75                 | 240              | 57                   |